# 松本鼎一

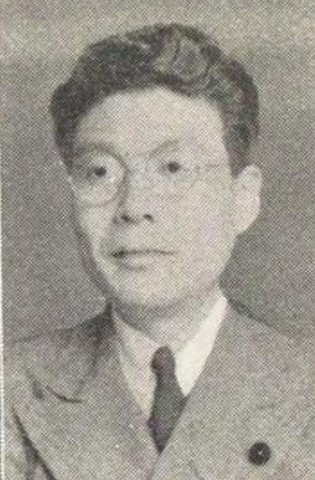
松本鼎一

松本 鼎一（まつもと ていいち、1906年（明治39年）5月31日 - 1986年（昭和61年）12月7日）は、昭和期の政治家、華族。貴族院男爵議員。

## 経歴
本籍・大阪府。華族・松本春造の長男として生まれる。父の隠居に伴い、1927年（昭和2年）6月15日、男爵を襲爵した。
1931年（昭和6年）3月、京都帝国大学法学部を卒業した。同年、三井生命保険に入社。その後、日産自動車、自動車統制会（参事）、日産重工業で勤務した。
1946年（昭和21年）6月29日、貴族院男爵議員補欠選挙で当選し、公正会に所属して活動し1947年（昭和22年）5月2日の貴族院廃止まで在任した。

## 親族
- 祖父：松本鼎[1]
- 父：春造（男爵、祖父鼎長男）[1]
- 母：さい（島佐次兵衛長女）[1]
- 妻：照（藤野素三郎長女）[1]
- 長男：次郎[1]
- 姉：夏子（中本実夫人）[1]